# Yāʾ
Yāʼ (in arabo ياء‎? /jæːʔ/) è la ventottesima lettera dell'alfabeto arabo. Nella numerazione abjad essa assume il valore 10; questa numerazione si basa infatti sull'antico ordine delle lettere nell'alfabeto semitico nordoccidentale, dove yāʼ era la decima lettera).

## Origine
Questa lettera deriva secondo alcuni da  dell'alfabeto nabateo, secondo altri da ܝ dell'alfabeto siriaco. In ogni caso deriva da yod dell'alfabeto aramaico (), che nacque dalla yodh dell'alfabeto fenicio (), generata dalla yad dell'alfabeto proto-cananeo ().

## Fonetica
Foneticamente corrisponde alla approssimante palatale ([j]) o alla vocale anteriore chiusa non arrotondata lunga ([iː]).

## Scrittura e traslitterazione
Yāʼ viene scritta in varie forme in funzione della sua posizione all'interno di una parola:
| Forma isolata | Forma finale | Forma intermedia | Forma iniziale |
| ﻱ             | ـي…          | …ـيـ…            | …يـ            |

Nella traslitterazione dall'arabo è comunemente associata a y.
Essa può assumere una doppia funzione fonetica:
- consonante ([j]), quando vocalizzata con una vocale breve (tranne la kasra) o dal sukūn (che indica l'assenza di vocali brevi).
- vocale ([iː]) quando è preceduta da una consonante vocalizzata con kasra.

Essa, inoltre, può fungere da base per la hamza: ئ; in questo caso perde i due puntini in basso.
Un segno grafico che ha la forma della yāʼ senza i due puntini è inoltre una forma particolare di ’alif detta ’alif maqṣūra (ى, [aː]).

## Sintassi
Yāʼ è una lettera lunare. Ciò significa che quando le si antepone l'articolo determinativo esso non subirà alcuna modifica.
Ad esempio يد (yad, mano) diventa اليد (al-yad, la mano), che si pronuncia [alˈjad]
Yāʼ è utilizzata in vari modi nella lingua araba. Accompagnato dalla shadda viene utilizzata per far diventare aggettivo un nome:  مصر Miṣr (Egitto) → مصري miṣriyy (egiziano). Questo uso può anche rivelarsi più astratto: إشتراك ’ishtirāk (cooperazione) → إشتراكي  ’ishtirākiyy (socialista); ciò è molto usato per la creazione di termini per le varie filosofie politiche: muḥāfaẓa (tutela, protezione) diventa muḥāfaẓiyy (conservatore).